# Engelenschanze

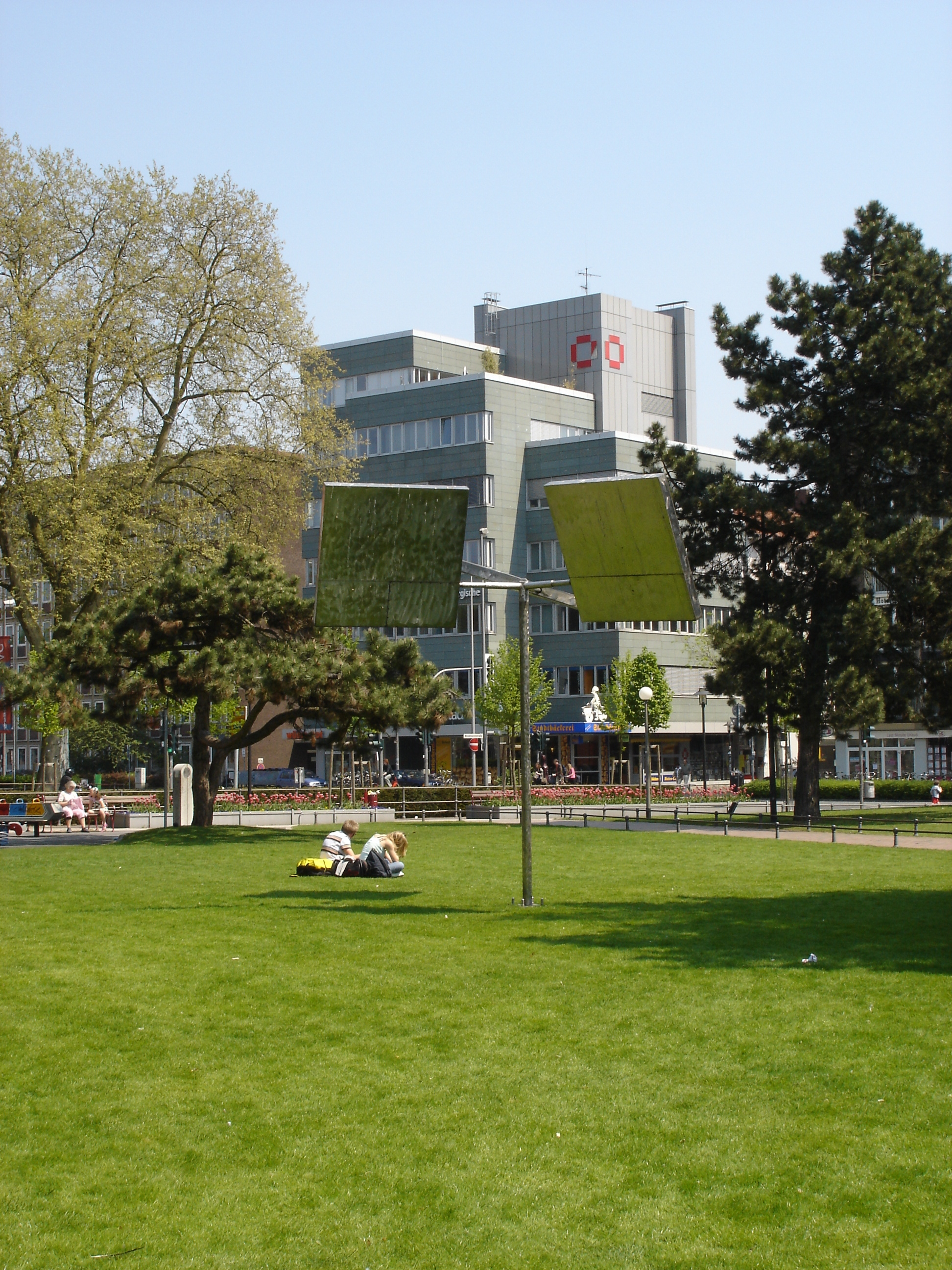
Blick über die Engelenschanze in östlicher Richtung. In der Bildmitte die Plastik „Drei rotierende Quadrate“ von George Rickey.

Die Engelenschanze ist eine Parkanlage und zugleich wichtiger Verkehrsknotenpunkt im südwestlichen Zentrum der westfälischen Stadt Münster. Sie ist aus einer ehemaligen von Wassergräben umgebenen Schanze der Stadtbefestigung hervorgegangen, die 1622 als Johannisschanze errichtet wurde.

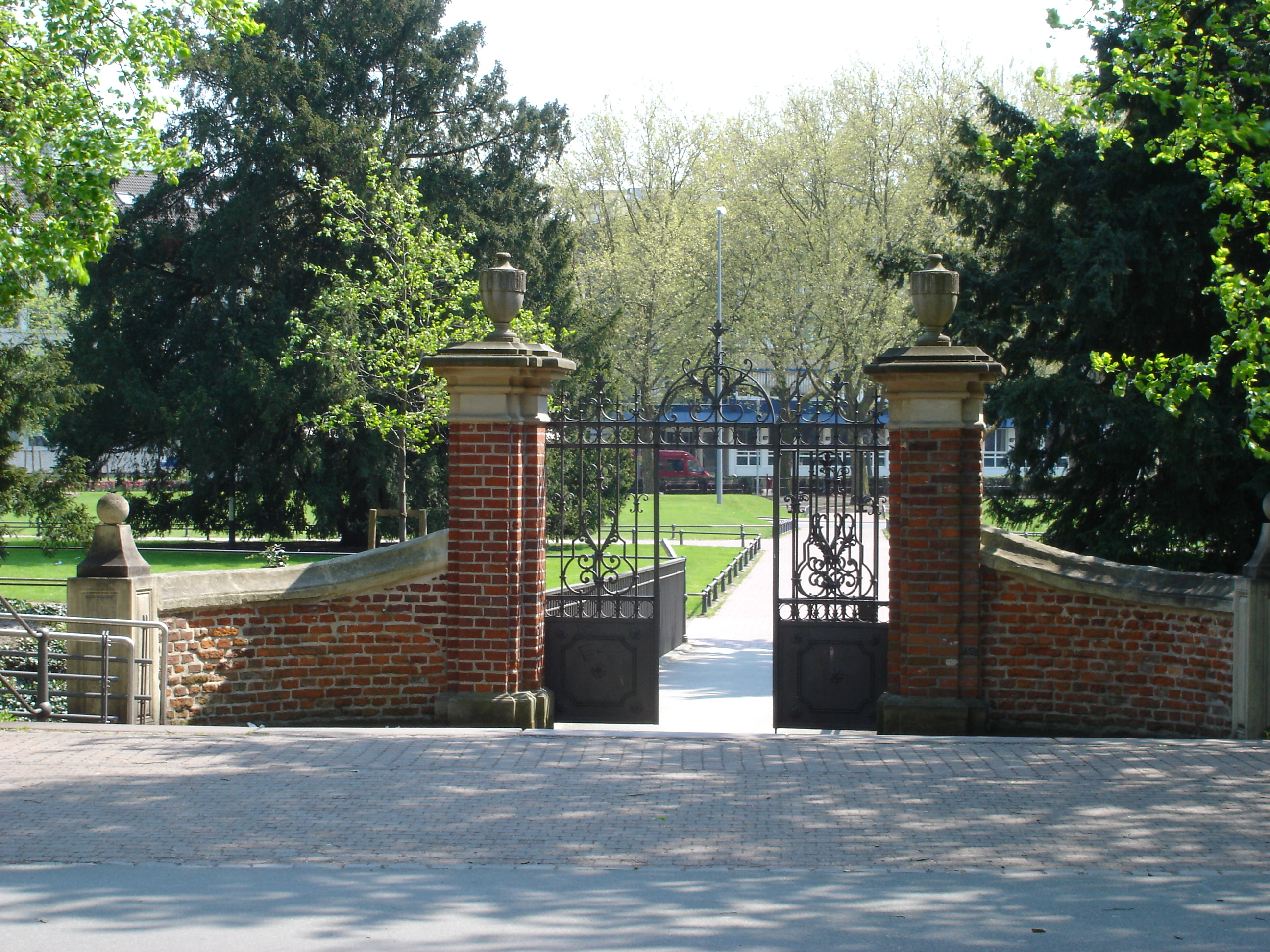
Zugang zur Engelenschanze von der Promenade.

Nach der Schleifung der Befestigungsanlagen und Umwandlung in eine Promenade beginnend um 1764 ging die Schanze zunächst an den Freiherrn von Twickel über, bevor sie 1776 an Johann Joseph Engelen, Schwiegervater des Maximilian-Friedrich von Droste zu Hülshoff, verkauft wurde, der dort ab 1781 ein Herrenhaus mit Gartenanlage errichten ließ, an dessen Bau Clemens August von Vagedes beteiligt war. Auf Engelen geht auch die heutige Bezeichnung Engelenschanze für diese Anlage zurück. Nachdem das Haus im Zweiten Weltkrieg in den Jahren 1944/45 zerstört wurde, verkleinerte sich die Gesamtfläche der ehemaligen Schanze durch den Ausbau der Verkehrswege. In den Jahren 1962/63 erfolgte der Umbau der verbliebenen Fläche in eine städtische Grünanlage, auf der sich seit 1975 die kinetische Plastik „Drei rotierende Quadrate“ des US-amerikanischen Künstlers George Rickey befindet, die zum Zeitpunkt der Aufstellung für heftigen Widerstand in der Bevölkerung sorgte.
Aufgrund der Bedeutung als Verkehrsknotenpunkt als Zubringer zur östlichen Stadtmitte und Hauptbahnhof ist die Grünanlage zweigeteilt. Im nordwestlichen Teil befindet sich der noch ursprüngliche Teil mit einem Rest des Wassergrabens und Blutbuche aus der zweiten Hälfte des 18. Jahrhunderts. Hier steht auch die Plastik von Rickey. Die südöstliche Spitze erfährt durch die Verbindungsstraße vom Servatiiplatz zum Ludgeriplatz eine räumliche Abtrennung. Dieser Teil diente bis zur Umgestaltung in der ersten Hälfte der 2000er Jahre noch als Parkplatz, orientiert sich seitdem aber an die Anlage des nordwestlichen Teils.